# 異歯性
異歯性（heterodonty）は、ある生物の歯が部位によって形状や機能に違いを生じる現象のこと。
多くの哺乳類や一部の爬虫類に見られる。逆に、他の生物群では全ての歯が一様な形態であり、これを異歯性の対義語として同歯性（homodonty）という。歯の形態は系統進化とその動物の食性を示すものなので、生物学的に重要である。